# Andrea Bafile
Andrea Bafile (Monticchio di Bagno, 7 ottobre 1878 – Cortellazzo, 12 marzo 1918) è stato un militare italiano.
Pluridecorato tenente di vascello della Regia Marina, prese parte alla prima guerra mondiale dove si distinse particolarmente. Fu comandante di un treno armato, della torpediniera Ardea, e dopo aver preso parte come osservatore al bombardamento aereo delle Bocche di Cattaro insieme a Gabriele D'Annunzio (4/5 ottobre 1917), nei primi mesi del 1918 assunse il comando interinale del Reggimento fanteria di marina San Marco. Cadde in combattimento a Cortellazzo il 12 marzo dello stesso anno, venendo insignito della medaglia d'oro al valor militare alla memoria.

## Biografia
Primo dei dodici figli del medico Vincenzo e di Maddalena Tedeschini-D'Annibale, fratello del cardinale Corrado, nacque a Monticchio di Bagno (oggi nel comune dell'Aquila) il 7 ottobre 1878. Nel settembre del 1896 entrò presso la Regia Accademia Navale di Livorno. Nominato guardiamarina il 21 dicembre 1899, fu destinato all'imbarco sulla nave da battaglia Lepanto, allora nave ammiraglia della Squadra Navale. Promosso sottotenente di vascello nel 1902, effettuò numerosi imbarchi su altre navi (nave da battaglia Sicilia, avviso Messaggero, incrociatore corazzato Varese, la nave idrografica Eridano, l'esploratore Aquila, l'incrociatore torpediniere Iride) durante i quali si dedicò all'artiglieria navale, tanto da ricevere dal Consiglio Superiore di Marina, nel 1908, un pubblico encomio per il suo Studio sui congegni di mira.. Ufficiale della Regia Marina dal 1902, venne promosso tenente di vascello nel 1907.
Prestò servizio sul incrociatore protetto Elba per quasi due anni (agosto 1908 – aprile 1910) e sulla nave da battaglia Vittorio Emanuele per i successivi 12 mesi. Trasferito nel luglio 1911 all'Arsenale di Venezia, in qualità di Ufficiale Dirigente la 1ª sezione tecnica della Direzione di artiglieria ed armamenti, fu incaricato di seguire i lavori dell'esploratore Quarto, varato nello stabilimento militare lagunare nell'agosto di quell'anno. Imbarcato quale direttore del tiro sulla medesima nave, la salvò dall'incendio divampato a bordo il 23 luglio 1913, che rischiava di farla esplodere; per quest'azione fu insignito della Medaglia d'argento al valor militare il seguente 27 luglio, onorificenza conferitagli da S.M. Re Vittorio Emanuele III.

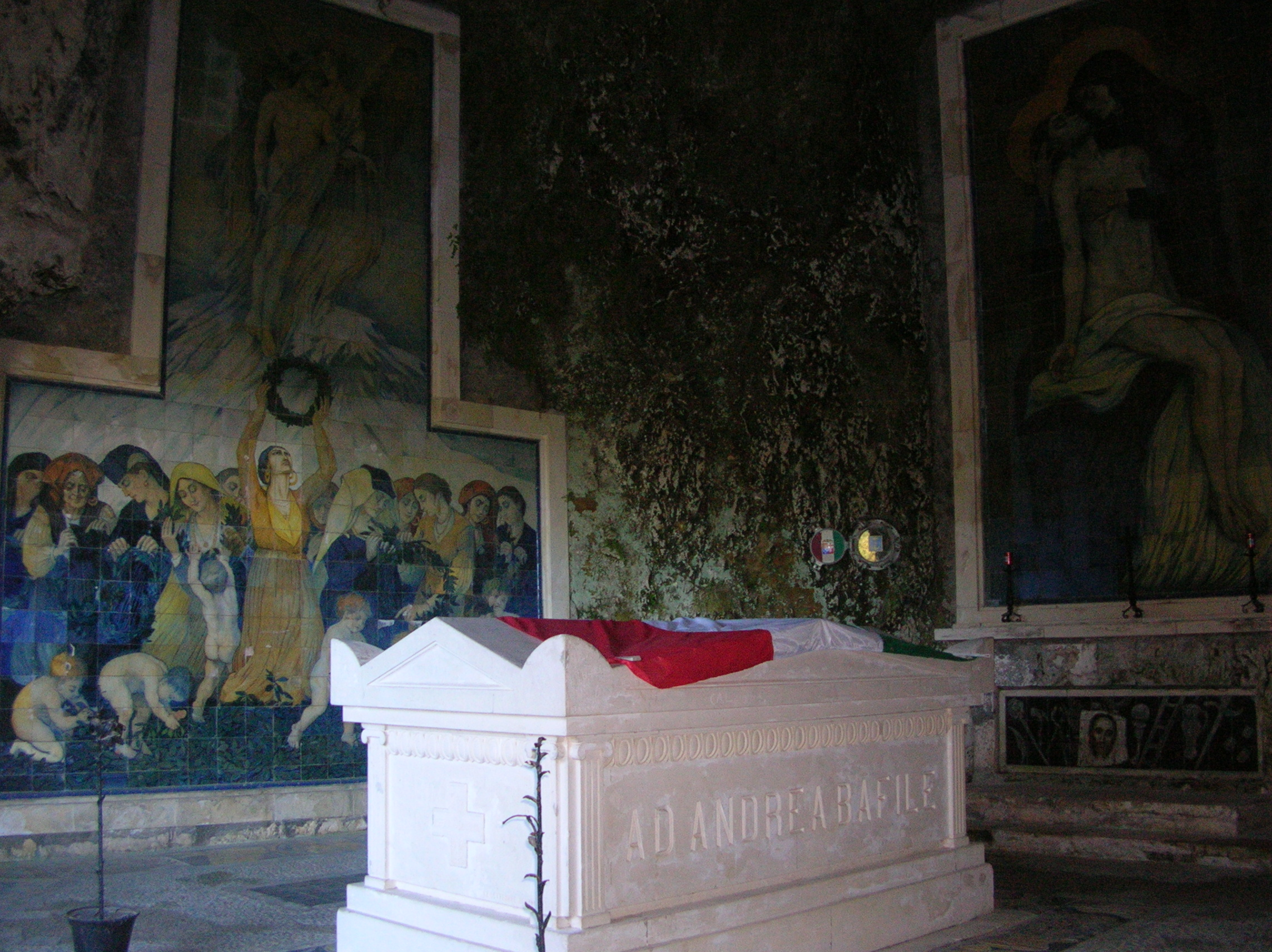
Sepolcro di Andrea Bafile e Sacrario dei caduti della Maiella a Bocca di Valle

Rinunciò alla promozione a capitano di corvetta e ad un incarico presso lo Stato Maggiore per poter continuare ad imbarcarsi sui navigli leggeri, dapprima come comandante in seconda del cacciatorpediniere Audace e poi come comandante della torpediniera Ardea fino al giugno 1917. Dal 4 al 18 agosto 1916 comandò un treno armato della Regia Marina operativo sulla linea adriatica. Tra il 4 e il 5 ottobre 1917 prese parte come osservatore all'attacco eseguito da 14 bombardieri trimotori Caproni Ca.33, del Distaccamento A.R. guidati dal maggiore Armando Armani e da Gabriele D'Annunzio, contro le Bocche di Cattaro,  riportando una lesione alla cornea dell'occhio sinistro che ne pregiudicò l'attività aviatoria. Per questa impresa gli fu conferita la Medaglia di bronzo al valor militare. Nonostante la sua parziale infermità, verso la fine del 1917 ottenne di essere inviato sul Piave al comando del battaglione di fucilieri Monfalcone e poi del Battaglione d'assalto Caorle nel Reggimento San Marco.

Partecipò alla difesa di Venezia, minacciata dagli austriaci dopo la disfatta di Caporetto: nella notte tra l'11 e il 12 marzo 1918 riuscì ad oltrepassare il Piave con altri quattro marinai per eseguire una ricognizione ma, nel riattraversare il fiume, nei pressi di Cortellazzo (Jesolo) fu scoperto e ferito. Riuscito a rientrare nelle linee italiane, morì poco dopo per la gravità delle ferite riportate in combattimento.
La tragica fine di Andrea Bafile suscitò grande emozione nell'opinione pubblica e segnò profondamente l'animo degli uomini al fronte: all'indomani della morte, il Capitano di vascello Alfredo Dentice di Frasso avanzò la proposta di conferire una Medaglia d'oro al valor militare alla memoria.
Il 9 aprile 1918 il Battaglione Monfalcone venne reintitolato ad Andrea Bafile, prima medaglia d'oro del reggimento.
Sepolto nel cimitero di Ca' Gamba a Jesolo, il suo corpo fu poi riesumato e trasportato con onori solenni in Abruzzo. Dal 20 settembre 1923 le sue spoglie mortali riposano in un sacrario, opera di Felice Giuliante, scavato fra le rocce della Maiella a Bocca di Valle, presso Guardiagrele (Chieti), realizzato a partire dal 1920 per commemorare i caduti abruzzesi della prima Guerra mondiale. Il sacrario presenta pregevoli pannelli in ceramica realizzati da Basilio Cascella e restaurati da Bozzelli Luigi, ed un'ara scolpita nella roccia da Felice Giuliante.
Oltre a un liceo scientifico all'Aquila, gli era stato intitolato un bivacco posizionato a quota 2669 sulla cresta sud-est della Vetta Centrale del Corno Grande del Gran Sasso d'Italia. Il rifugio era stato inaugurato il 18 settembre 1966 dalla Sezione del CAI dell'Aquila e fu rimosso il 16 novembre 2024. 
La Marina Militare ha intitolato nel 1968 alla sua memoria una nave da sbarco indicata con il distintivo ottico L 9871 che restò in servizio fino al 1981. Posta in disarmo nel 1985 venne in seguito radiata nel 1988 e demolita nel 1990.
Gli è stata intitolata la Compagnia Operazioni Speciali del Reggimento San Marco e una caserma di lagunari a Malcontenta di Mira (VE)
Hanno preso il suo nome una strada di Roma, la via principale del Lido di Jesolo e tantissime altre strade di città e paesi italiani.

### Periodici
- Antonio Mucelli, Andrea Bafile. Ardito di Marina, in Bollettino Associazione Culturale il Piave 1915-1918, San Donà di Piave, Associazione Culturale il Piave, marzo 2011.